# Сьвідвовець
Сьвідвовець (пол. Świdwowiec, нім. Birkenhorst) — село в Польщі, у гміні Тшцель Мендзижецького повіту Любуського воєводства.
Населення — 224 особи (2011).
У 1975-1998 роках село належало до Гожовського воєводства.

## Демографія
Демографічна структура станом на 31 березня 2011 року:
|          | Загалом | Допрацездатний вік | Працездатний вік | Постпрацездатний вік |
| -------- | ------- | ------------------ | ---------------- | -------------------- |
| Чоловіки | 107     | 18                 | 86               | 3                    |
| Жінки    | 117     | 29                 | 70               | 18                   |
| Разом    | 224     | 47                 | 156              | 21                   |